# مباني الأمة
مباني الأمة (بالعبرية: בנייני האומה) (تغير الاسم إلى مركز المؤتمرات الدولي مباني الأمة القدس- ICC) هو مركز مؤتمرات يضم «الأوديتوريوم الوطني» لدولة إسرائيل ويقع في القدس. يستضيف كل عام العشرات من المؤتمرات والعروض والأحداث الدولية.
افتتح المبنى في عام 1956 بالقرب من كريات هممشلاه (مجمع الدوائر الحكومية) في تلة الشيخ بدر (تعرف باسم جفعات رام). على مر السنين أُجريت توسعات وتجديدات عدة مرات. وتبلغ المساحة الإجمالية للمبنى حوالي 34,000 متر مربع تضم قاعات رئيسية هي أوديتوريوم أوسيشكين وقاعة تيدي.
من المتوقع أن تتوسع مباني الأمة لتصبح أكبر مركز مؤتمرات في الشرق الأوسط كجزء من مشروع إنشاء منطقة تجارية عند المدخل الغربي للمدينة. المديرة التنفيذية لمباني الأمة منذ عام 2011 هي ميرا إلتمان.
في أكتوبر 2020 اُتخذ قرار تسمية مركز المؤتمرات على اسم شمعون بيريز.